# Тагиров, Фуат
Фуат Гайфулла ул Таиров (тат. Фуат Таһиров; 31 марта 1917, Шушерма — 12 мая 1996, Казань) — советский татарский театральный деятель, актёр, общественный деятель, драматург, переводчик, режиссёр, внесший большой вклад в развитие татарского театра. Заслуженный артист Татарской АССР (1956). Народный артист Татарской ССР (1975). Один из основателей Татарского театра кукол,

## Биография
Из крестьян. В 1930 году окончил школу, затем учился в химико-технологическом техникуме в Казани. В начале 1930-х годов переехал в Казань и поступил в студию напротив Татарского государственного академического театра. В 1934 году окончил студию при Театре им. Камала и вступил в труппу ТЮЗа.
С 1935 года — актёр кукольного театра Экият. Пробовал себя в режиссуре, мечтал о создании новых спектаклей. Но творчеству помешала война.
Участник Великой Отечественной войны. Служил артиллеристом. Принимал участие в кровопролитных столкновениях под Новороссийском на Керченском полуострове. После двух тяжёлых ранений, опираясь на костыли, в 1942 году вернулся в Казань. Продолжил работу в Казанском театре кукол.
Исполнял преимущественно героико-характерные роли. Успешно играл, как на русском, так и на татарском языках. Такие персонажи, как Емеля, Балда, Гвидон, Карабас-Барабас (в русской классике), Кисекбаш, Карахмет, Кырыкалдар, Шурале, Аждаха, Убырлы карчык (в татарских сказках), Аладдин, Чанду, Тархан (сказки народов мира) радовали детей нескольких поколений.
Ещё до войны в соавторстве с актрисой Р. Хабибуллиной, написал первую национальную сказку для театра кукол «Кәҗә белән Сарык» (Коза и Овца) по мотивам сказки Г. Тукая. В этом спектакле он одновременно выступил, как автор пьесы, режиссёр и актер.
Осуществил переводы таких пьес, как «Чанду», «Прыг-скок», «Как рыжик ловил счастье» и др. Им поставлены такие спектакли, как «Чудесный Айтуган», «Друзья», «Чанду».
Автор пьес для кукольного театра кукол («Друзья», «Коза и овца»).